# Artur Enell
Artur Enell, född Artur Jakob Otto Enell 13 oktober 1911 i Stockholm, död 10 november 1987 i Järfälla församling, var en svensk manusförfattare.
Han är begravd på Norra begravningsplatsen utanför Stockholm.

## Filmmanus
- 1937 – Pensionat Paradiset